# Copa del Món de Rugbi de 1991
La Copa del Món de Rugbi 1991 fou la segona edició de la Copa del Món de Rugbi, i fou organitzada conjuntament pels països que aleshores jugaven el Torneig de les Cinc Nacions: Anglaterra, Escòcia, Gal·les, Irlanda i França. L'organització del torneig va escampar les seus, i conseqüentment els partits pels cinc països, establint la final a Anglaterra. Després de l'èxit de la primera edició de 1987 de la Copa del Món de Rugbi, la Copa del Món de 1991 va rebre una major atenció i va ser vist com un important esdeveniment esportiu a nivell mundial per primera vegada.
Per primera s'integra un sistema de classificació, oblidant el sistema d'invitació de 4 anys endarrere el que va fer augmentar el nombre de participants fins a trenta-tres països. Concretament, els vuit quart-finalistes de 1987 es van classificar automàticament, mentre que vint països restants van haver de jugar una fase prèvia de classificació per assolir una de les vuit places restants. El sistema de fase de grups fou el mateix que quatre anys endarrere, amb petits retocs en el sistema de puntuació.
La fase de grups, però, va suposar un sotrac amb relació a l'edició de 1987. La diferència entre els membres de la IRB i la resta d'equips es va reduir considerablement, i fins i tot, Samoa Occidental que no havia estat convidada a participar en l'edició anterior, va ser capaç de derrotar a la semifinalista Gal·les per 16-13 a Cardiff, relegant als galesos a la tercera posició del grup i a la seva eliminació.
Una altra sorpresa fou el rendiment de la selecció del Canadà que va aconseguir acabar segona de grup relegant a Fiji que havia assolit els quarts de final en l'edició anterior. Tant Samoa Occidental com Canadà, jugarien els quarts de final on serien eliminades per Escòcia i Nova Zelanda respectivament. Uns quarts de final, que es recorden per l'enfrontament entre els australians i els irlandesos, que va acabar amb la victòria dels Wallabie per un sol punt de diferència i que segons diverses fonts fou el partit del torneig. Les semifinals mostrarien un doble enfrontament d'hemisferis. Per una banda Anglaterra derrotaria Escòcia a Murrayfield Stadium mentre que Austràlia seria capaç de vèncer els totpoderosos All Blacks a Lansdowne Road.

## Classificació
8 equips, els quart-finalistes de l'edició de 1987 tenien la plaça assegurada per la segona edició de la Copa del món. La resta d'equips van haver de jugar una fase eliminatòria prèvia per accedir. A la pràctica, tan sols hi va haver un canvi, ja que Samoa Occidental va aconseguir plaça enlloc de Tonga.
| Àfrica              | America                                                                 | Europa                                                                                       | Oceania/Àsia                                                                                         |
| ------------------- | ----------------------------------------------------------------------- | -------------------------------------------------------------------------------------------- | --- |
| - Zimbàbue (Àfrica) | - Argentina (America 2) - Canadà (America 1) - Estats Units (America 3) | - Anglaterra - França - Irlanda - Itàlia (Europa 1) - Romania (Europa 2) - Escòcia - Gal·les | - Austràlia - Fiji - Nova Zelanda (Vigent campiona) - Samoa (Oceania/Asia 1) - Japó (Oceania/Asia 2) |

## Estadis
Els estadis que van ser seu de partits del torneig se situaven a França, Irlanda i Regne Unit.
| Ciutat               | Estadi                               | Capacitat |
| -------------------- | ------------------------------------ | --------- |
| Londres              | Twickenham Stadium                   | 75,000    |
| Edimburg             | Murrayfield Stadium                  | 67,800    |
| Cardiff              | National Stadium (Cardiff Arms Park) | 53,000    |
| París                | Parc des Princes                     | 48,712    |
| Dublín               | Lansdowne Road                       | 49,250    |
| Tolosa de Llenguadoc | Stade Ernest-Wallon                  | 19,000    |
| Villeneuve d'Ascq    | Stadium Lille-Metropole              | 18,185    |
| Besiers              | Stade de la Méditerranée             | 18,000    |
| Leicester            | Welford Road                         | 16,815    |
| Brive                | Parc Municipal des Sports            | 16,000    |
| Grenoble             | Stade Lesdiguières                   | 14,000    |
| Agen                 | Stade Armandie                       | 14,000    |
| Baiona               | Stade Jean Dauger                    | 13,500    |
| Gloucester           | Kingsholm                            | 12,500    |
| Belfast              | Ravenhill                            | 12,300    |
| Llanelli             | Stradey Park                         | 10,800    |
| PontyGrup            | PontyGrup Park                       | 8,800     |
| Pontypridd           | Sardis Road                          | 7,200     |
| Otley                | Cross Green                          | 5,000     |

## Grups
Les 16 seleccions foren divides en 4 grups. Els caps de sèrie de cada grup es conformaven segons les seus del grup de manera que:
- Grup 1 es jugava a Anglaterra amb la seva selecció de cap de grup.
- Grup 2 es jugava a la República d'Irlanda o a Irlanda del nord amb la selecció irlandesa de cap de grup.
- Grup 3 es jugava a Gal·les amb la seva selecció de cap de grup.
- Grup 4 es jugava a França amb la seva selecció de cap de grup.

| Grup 1                                            | Grup 2                              | Grup 3                                  | Grup 4                           |
| ------------------------------------------------- | ----------------------------------- | --------------------------------------- | -------------------------------- |
| Nova Zelanda · Anglaterra · Itàlia · Estats Units | Escòcia · Irlanda · Japó · Zimbàbue | Austràlia · Gal·les · Samoa · Argentina | França · Fiji · Canadà · Romania |

## Sistema de Puntuació
El sistema de puntuació va variar lleugerament del sistema utilitzat a l'anterior edició de la copa del món. En aquest cas es va seguir la següent reglamentació:
- 3 punts per victòria
- 2 punts per empat
- 1 punt per jugar

## Fase de Grups
El desenvolupament de la fase de grups fou la següent:

### Grup 1
| Equip        | J | G | E | P | PF | PC  | Pts |
| ------------ | - | - | - | - | -- | --- | --- |
| Nova Zelanda | 3 | 3 | 0 | 0 | 95 | 39  | 9   |
| Anglaterra   | 3 | 2 | 0 | 1 | 85 | 33  | 7   |
| Itàlia       | 3 | 1 | 0 | 2 | 57 | 76  | 5   |
| Estats Units | 3 | 0 | 0 | 3 | 24 | 113 | 3   |

| Anglaterra                 | 12–18 (12-9) | Nova Zelanda                         | 3 d'octubre de 1991 - Twickenham Stadium, Londres Assistència: 70,000 espectadors Àrbitre: Jim Fleming (Escòcia) |
| Pen: Webb (3) Drop: Andrew |              | Assaigs: Jones Con: Fox Pen: Fox (4) | 3 d'octubre de 1991 - Twickenham Stadium, Londres Assistència: 70,000 espectadors Àrbitre: Jim Fleming (Escòcia) |

| Itàlia                                                                                  | 30–9 (9-3) | Estats Units                                | 5 d'octubre de 1991 - Cross Green, Otley Àrbitre: Owen Doyle (Irlanda) |
| Assaigs: Barba, Françascato, Vaccari, Gaetaniello Con: Dominguez (4) Pen: Dominguez (2) |            | Assaigs: Swords Con: Williams Pen: Williams | 5 d'octubre de 1991 - Cross Green, Otley Àrbitre: Owen Doyle (Irlanda) |

| Nova Zelanda                                                                                | 46–6 (20-3) | Estats Units      | 8 d'octubre de 1991 - Kingsholm, Gloucester Assistència: 12,000 espectadors Àrbitre: Efraim Sklar (Argentina) |
| Assaigs: Wright (3), Earl, Purvis, Timu, Tuigamala, Innes Con: Preston (4) Pen: Preston (2) |             | Pen: Williams (2) | 8 d'octubre de 1991 - Kingsholm, Gloucester Assistència: 12,000 espectadors Àrbitre: Efraim Sklar (Argentina) |

| Anglaterra                                                        | 36–6 (24-0) | Itàlia                           | 8 d'octubre de 1991 - Twickenham Stadium, Londres Àrbitre: Brian Anderson (Escòcia) |
| Assaigs: Guscott (2), Underwood, Webb Con: Webb (4) Pen: Webb (4) |             | Assaigs: Cuttitta Con: Dominguez | 8 d'octubre de 1991 - Twickenham Stadium, Londres Àrbitre: Brian Anderson (Escòcia) |

| Anglaterra                                                                               | 37–9 (21-3) | Estats Units                                | 11 d'octubre de 1991 - Twickenham Stadium, Londres Àrbitre: Les Peard (Gal·les) |
| Assaigs: Underwood (2), Carling, Skinner, Heslop Con: Hodgkinson (4) Pen: Hodgkinson (3) |             | Assaigs: Nelson Con: Williams Pen: Williams | 11 d'octubre de 1991 - Twickenham Stadium, Londres Àrbitre: Les Peard (Gal·les) |

| Itàlia                                                          | 21–31 (3-16) | Nova Zelanda                                                        | 13 d'octubre de 1991 - Welford Road, Leicester Assistència: 16,800 espectadors Àrbitre: Kerry Fitzgerald (Austràlia) |
| Assaigs: Cuttitta, Bonomi Con: Dominguez (2) Pen: Dominguez (3) |              | Assaigs: Brooke, Innes, Tuigamala, Hewett Con: Fox (3) Pen: Fox (3) | 13 d'octubre de 1991 - Welford Road, Leicester Assistència: 16,800 espectadors Àrbitre: Kerry Fitzgerald (Austràlia) |

### Grup 2
| Equip    | J | G | E | P | PF  | PC  | Pts |
| -------- | - | - | - | - | --- | --- | --- |
| Escòcia  | 3 | 3 | 0 | 0 | 122 | 36  | 9   |
| Irlanda  | 3 | 2 | 0 | 1 | 102 | 51  | 7   |
| Japó     | 3 | 1 | 0 | 2 | 77  | 87  | 5   |
| Zimbàbue | 3 | 0 | 0 | 3 | 31  | 158 | 3   |

| Escòcia | 47–9 (17-9) | Japó                                           | 5 d'octubre de 1991 - Murrayfield Stadium, Edimburg Àrbitre: Ed Morrison (Anglaterra) |
| Assaigs: S. Hastings, Stanger, Chalmers, White, Penalty Try, Tukalo, G. Hastings Con: G. Hastings (5) Pen: G. Hastings (2), Chalmers |             | Assaigs: Hosokawa Con: Hosokawa Drop: Hosokawa | 5 d'octubre de 1991 - Murrayfield Stadium, Edimburg Àrbitre: Ed Morrison (Anglaterra) |

| Irlanda                                                                                | 55–11 (33-0)   | Zimbàbue                               | 6 d'octubre de 1991 - Lansdowne Road, Dublín Àrbitre: Keith Lawrence (Nova Zelanda) |
| Assaigs: Robinson (4), Popplewell (2), Geoghegan, Curtis Con: Keyes (4) Pen: Keyes (5) | [Fitxa partit] | Assaigs: Dawson, Schultz Pen: Ferreira | 6 d'octubre de 1991 - Lansdowne Road, Dublín Àrbitre: Keith Lawrence (Nova Zelanda) |

| Irlanda                                                             | 32–16 (19-6)   | Japó                                                  | 9 d'octubre de 1991 - Lansdowne Road, Dublín Àrbitre: Laikini Colati (Fiji) |
| Assaigs: Mannion (2), O’Hara, Staples Con: Keyes (2) Pen: Keyes (4) | [Fitxa partit] | Assaigs: Hayashi, Kajihara, Yoshida Con: Hosokawa (2) | 9 d'octubre de 1991 - Lansdowne Road, Dublín Àrbitre: Laikini Colati (Fiji) |

| Escòcia                                                                                                  | 51–12 (21-12) | Zimbàbue                            | 9 d'octubre de 1991 - Murrayfield Stadium, Edimburg Àrbitre: Don Reordan (United States) |
| Assaigs: Tukalo (3), Turnbull, S. Hastings, Stanger, Weir, White Con: Dods (5) Pen: Dods (2) Drop: Wylie |               | Assaigs: Garvey (2) Con: Currin (2) | 9 d'octubre de 1991 - Murrayfield Stadium, Edimburg Àrbitre: Don Reordan (United States) |

| Escòcia                                                                            | 24–15 (9-12)   | Irlanda                    | 12 d'octubre de 1991 - Murrayfield Stadium, Edimburg Àrbitre: Fred Howard (Anglaterra) |
| Assaigs: Shiel, Armstrong Con: G. Hastings (2) Pen: G. Hastings (3) Drop: Chalmers | [Fitxa partit] | Pen: Keyes (4) Drop: Keyes | 12 d'octubre de 1991 - Murrayfield Stadium, Edimburg Àrbitre: Fred Howard (Anglaterra) |

| Japó | 52–8 (16-4) | Zimbàbue                 | 14 d'octubre de 1991 - Ravenhill, Belfast Àrbitre: René Hourquet (França) |
| Assaigs: Yoshida (2), Mashuho (2), Kutsuki (2), Horikoshi, Luaiufi, Matsuo Con: Hosokawa (2) Pen: Hosokawa (4) |             | Assaigs: Tsimba, Nguruve | 14 d'octubre de 1991 - Ravenhill, Belfast Àrbitre: René Hourquet (França) |

### Grup 3
| Team      | P | W | D | L | PF | PA | Pts |
| --------- | - | - | - | - | -- | -- | --- |
| Austràlia | 3 | 3 | 0 | 0 | 79 | 25 | 9   |
| Samoa     | 3 | 2 | 0 | 1 | 54 | 34 | 7   |
| Gal·les   | 3 | 1 | 0 | 2 | 32 | 61 | 5   |
| Argentina | 3 | 0 | 0 | 3 | 38 | 83 | 3   |

| Argentina                                                               | 19–32 (7-16) | Austràlia                                                               | 4 d'octubre de 1991 - Stradey Park, Llanelli Àrbitre: David Bishop (Nova Zelanda) |
| Assaigs: Terán (2) Con: del Castillo Pen: del Castillo Drop: Arbizu (2) |              | Assaigs: Campese (2), Horan (2), Kearns Con: Lynagh (3) Pen: Lynagh (2) | 4 d'octubre de 1991 - Stradey Park, Llanelli Àrbitre: David Bishop (Nova Zelanda) |

| Gal·les                                  | 13–16 (3-3)    | Samoa                                           | 6 d'octubre de 1991 - National Stadium (Cardiff Arms Park), Cardiff Àrbitre: Patrick Robin (França) |
| Assaigs: Emyr, Evans Con: Ring Pen: Ring | [Fitxa partit] | Assaigs: Vaega, Vaifale Con: Vaea Pen: Vaea (2) | 6 d'octubre de 1991 - National Stadium (Cardiff Arms Park), Cardiff Àrbitre: Patrick Robin (França) |

| Austràlia       | 9–3 (6-0) | Samoa     | 9 d'octubre de 1991 - Pontypool Park, Pontypool Àrbitre: Ed Morrison (Anglaterra) |
| Pen: Lynagh (3) |           | Pen: Vaea | 9 d'octubre de 1991 - Pontypool Park, Pontypool Àrbitre: Ed Morrison (Anglaterra) |

| Gal·les                              | 16–7 (9-0) | Argentina                        | 9 d'octubre de 1991 - National Stadium (Cardiff Arms Park), Cardiff Àrbitre: René Hourquet (França) |
| Assaigs: Arnold Pen: Ring (3), Rayer |            | Assaigs: Simon Pen: del Castillo | 9 d'octubre de 1991 - National Stadium (Cardiff Arms Park), Cardiff Àrbitre: René Hourquet (França) |

| Gal·les   | 3–38 (3-10) | Austràlia                                                                              | 12 d'octubre de 1991 - National Stadium (Cardiff Arms Park), Cardiff Àrbitre: Keith Lawrence (Nova Zelanda) |
| Pen: Ring |             | Assaigs: Roebuck (2), Slattery, Campese, Horan, Lynagh Con: Lynagh (4) Pen: Lynagh (2) | 12 d'octubre de 1991 - National Stadium (Cardiff Arms Park), Cardiff Àrbitre: Keith Lawrence (Nova Zelanda) |

| Argentina                                       | 12–35 (12-15) | Samoa                                                                 | 13 d'octubre de 1991 - Sardis Road, Pontypridd Àrbitre: Brian Anderson (Escòcia) Replaced by Jim Fleming (Escòcia) |
| Assaigs: Terán Con: Arbizu Pen: Laborde, Arbizu |               | Assaigs: Tagaola (2), Lima (2), Bunce, Bachop Con: Vaea (4) Pen: Vaea | 13 d'octubre de 1991 - Sardis Road, Pontypridd Àrbitre: Brian Anderson (Escòcia) Replaced by Jim Fleming (Escòcia) |

### Grup 4
| Equip   | J | G | E | P | PF | PC | Pts |
| ------- | - | - | - | - | -- | -- | --- |
| França  | 3 | 3 | 0 | 0 | 82 | 25 | 9   |
| Canadà  | 3 | 2 | 0 | 1 | 45 | 33 | 7   |
| Romania | 3 | 1 | 0 | 2 | 31 | 64 | 5   |
| Fiji    | 3 | 0 | 0 | 3 | 27 | 63 | 3   |

| França                                                                                  | 30–3 (6-0) | Romania        | 4 d'octubre de 1991 - Stade de la Méditerranée, Béziers Àrbitre: Les Peard (Gal·les) |
| Assaigs: Roumat, Lafond, Penalty Try, Saint-André Con: Camberabero Pen: Camberabero (4) |            | Pen: Nichitean | 4 d'octubre de 1991 - Stade de la Méditerranée, Béziers Àrbitre: Les Peard (Gal·les) |

| Canadà                         | 13–3 (7-3) | Fiji         | 5 d'octubre de 1991 - Stade Jean Dauger, Baiona Àrbitre: Kerry Fitzgerald (Austràlia) |
| Assaigs: Stewart Pen: Rees (3) |            | Drop: Serevi | 5 d'octubre de 1991 - Stade Jean Dauger, Baiona Àrbitre: Kerry Fitzgerald (Austràlia) |

| França                                                                            | 33–9 (19-3) | Fiji                                            | 8 d'octubre de 1991 - Stade Lesdiguières, Grenoble Àrbitre: Derek Bevan (Gal·les) |
| Assaigs: Lafond (3), Sella (2), Camberabero Con: Camberabero (3) Pen: Camberabero |             | Assaigs: Naruma Con: Koroduadua Pen: Koroduadua | 8 d'octubre de 1991 - Stade Lesdiguières, Grenoble Àrbitre: Derek Bevan (Gal·les) |

| Canadà                                                             | 19–11 (3-3) | Romania                             | 9 d'octubre de 1991 - Stade Ernest-Wallon, Toulouse Àrbitre: Sandy MacNeill (Austràlia) |
| Assaigs: McKinnon, Ennis Con: Mark Wyatt Pen: Wyatt (2) Drop: Rees |             | Assaigs: Lungu, Sasu Pen: Nichitean | 9 d'octubre de 1991 - Stade Ernest-Wallon, Toulouse Àrbitre: Sandy MacNeill (Austràlia) |

| Fiji                                     | 15–17 (6-7) | Romania                                                 | 12 d'octubre de 1991 - Parc Municipal des Sports, Brive Àrbitre: Owen Doyle (Irlanda) |
| Pen: Turuva (2) Drop: Rabaka (2), Turuva |             | Assaigs: Ion, Dumitras, Sasu Con: Racean Pen: Nichitean | 12 d'octubre de 1991 - Parc Municipal des Sports, Brive Àrbitre: Owen Doyle (Irlanda) |

| França                                                                      | 19–13 (9-7) | Canadà                                     | 13 d'octubre de 1991 - Stade Armandie, Agen Àrbitre: Stephen Hilditch (Irlanda) |
| Assaigs: Lafond, Saint-André Con: Camberabero Pen: Lacroix (2), Camberabero |             | Assaigs: Wyatt Pen: Wyatt, Rees Drop: Rees | 13 d'octubre de 1991 - Stade Armandie, Agen Àrbitre: Stephen Hilditch (Irlanda) |

## Fase Final
|  | Quarts de final                                              | Quarts de final                          |                                                 |              | Semifinals  | Semifinals  |  |  | Final                                                           | Final |
|  |                                                              |                                          |                                                 |              |             |             |  |  |                                                                 |       |
|  | 19 d'octubre de – Murrayfield Stadium, Edimburg              |                                          |                                                 |              |             |             |  |  |                                                                 |       |
|  |                                                              |                                          |                                                 |              |             |             |  |  |                                                                 |       |
|  | Escòcia                                                      | 28                                       |                                                 |              |             |             |  |  |                                                                 |       |
|  | Escòcia                                                      | 28                                       | 26 d'octubre de – Murrayfield Stadium, Edimburg |              |             |             |  |  |                                                                 |       |
|  | Samoa                                                        | 6                                        |                                                 |              |             |             |  |  |                                                                 |       |
|  | Samoa                                                        | 6                                        | Escòcia                                         | 6            |             |             |  |  |                                                                 |       |
|  | 19 d'octubre de – Parc des Princes, París                    |                                          | Escòcia                                         | 6            |             |             |  |  |                                                                 |       |
|  |                                                              | Anglaterra                               | 9                                               |              |             |             |  |  |                                                                 |       |
|  | França                                                       | Anglaterra                               | 9                                               | 10           |             |             |  |  |                                                                 |       |
|  | França                                                       |                                          | 2 de novembre de– Twickenham Stadium, Londres   | 10           |             |             |  |  |                                                                 |       |
|  | Anglaterra                                                   | 19                                       |                                                 |              |             |             |  |  |                                                                 |       |
|  | Anglaterra                                                   | 19                                       | Anglaterra                                      | 6            |             |             |  |  |                                                                 |       |
|  | 20 d'octubre de – Stadium Lille-Metropole, Villeneuve d'Ascq |                                          | Anglaterra                                      | 6            |             |             |  |  |                                                                 |       |
|  |                                                              | Austràlia                                | 12                                              |              |             |             |  |  |                                                                 |       |
|  | Nova Zelanda                                                 | Austràlia                                | 12                                              | 29           |             |             |  |  |                                                                 |       |
|  | Nova Zelanda                                                 | 27 d'octubre de – Lansdowne Road, Dublín |                                                 | 29           |             |             |  |  |                                                                 |       |
|  | Canadà                                                       | 13                                       |                                                 |              |             |             |  |  |                                                                 |       |
|  | Canadà                                                       | 13                                       | Nova Zelanda                                    | 6            | Tercer lloc | Tercer lloc |  |  |                                                                 |       |
|  | 20 d'octubre de – Lansdowne Road, Dublín                     |                                          | Nova Zelanda                                    | 6            | Tercer lloc | Tercer lloc |  |  |                                                                 |       |
|  |                                                              | Austràlia                                | 16                                              |              |             |             |  |  |                                                                 |       |
|  | Austràlia                                                    | Austràlia                                | 16                                              | 19           | Escòcia     | 6           |  |  |                                                                 |       |
|  | Austràlia                                                    |                                          |                                                 | 19           | Escòcia     | 6           |  |  |                                                                 |       |
|  | Irlanda                                                      | 18                                       |                                                 | Nova Zelanda | 13          |             |  |  |                                                                 |       |
|  | Irlanda                                                      | 18                                       |                                                 |              | 13          |             |  |  |                                                                 |       |
|  |                                                              |                                          |                                                 |              |             |             |  |  | 30 d'octubre de – National Stadium (Cardiff Arms Park), Cardiff |       |
|  |                                                              |                                          |                                                 |              |             |             |  |  |                                                                 |       |

### Quarts de final
| França                           | 10–19 (6-10)   | Anglaterra                                          | 19 d'octubre de 1991 - Parc des Princes, París Àrbitre: David Bishop (Nova Zelanda) |
| Assaigs: Lafond Pen: Lacroix (2) | [Fitxa partit] | Assaigs: Underwood, Carling Con: Webb Pen: Webb (3) | 19 d'octubre de 1991 - Parc des Princes, París Àrbitre: David Bishop (Nova Zelanda) |

| Escòcia                                                           | 28–6 (13-3) | Samoa                        | 19 d'octubre de 1991 - Murrayfield Stadium, Edimburg Àrbitre: Derek Bevan (Gal·les) |
| Assaigs: Jeffrey (2), Stanger Con: Hastings (2) Pen: Hastings (4) |             | Pen: Vaea Drop goals: Bachop | 19 d'octubre de 1991 - Murrayfield Stadium, Edimburg Àrbitre: Derek Bevan (Gal·les) |

| Irlanda                                                 | 18–19 (6-6)    | Austràlia                                                | 20 d'octubre de 1991 - Lansdowne Road, Dublín Àrbitre: Jim Fleming (Escòcia) |
| Assaigs: Hamilton Con: Keyes Pen: Keyes (3) Drop: Keyes | [Fitxa partit] | Assaigs: Campese (2), Lynagh Con: Lynagh (2) Pen: Lynagh | 20 d'octubre de 1991 - Lansdowne Road, Dublín Àrbitre: Jim Fleming (Escòcia) |

| Canadà                                       | 13–29 (3-21) | Nova Zelanda                                                      | 20 d'octubre de 1991 - Stadium Lille-Metropole, Villeneuve d'Ascq Assistència: 33,800 espectadors Àrbitre: Fred Howard (Anglaterra) |
| Assaigs: Tynan, Charron Con: Rees Pen: Wyatt |              | Assaigs: Timu (2), McCahill, Brooke, Kirwan Con: Fox (3) Pen: Fox | 20 d'octubre de 1991 - Stadium Lille-Metropole, Villeneuve d'Ascq Assistència: 33,800 espectadors Àrbitre: Fred Howard (Anglaterra) |

### Semifinals
| Escòcia              | 6–9 (6-3) | Anglaterra                 | 26 d'octubre de 1991 - Murrayfield Stadium, Edimburg Àrbitre: Kerry Fitzgerald (Austràlia) |
| Pen: G. Hastings (2) |           | Pen: Webb (2) Drop: Andrew | 26 d'octubre de 1991 - Murrayfield Stadium, Edimburg Àrbitre: Kerry Fitzgerald (Austràlia) |

| Austràlia                                           | 16–6 (13-0) | Nova Zelanda | 27 d'octubre de 1991 - Lansdowne Road, Dublín Assistència: 54,000 espectadors Àrbitre: Jim Fleming (Escòcia) |
| Assaigs: Campese, Horan Con: Lynagh Pen: Lynagh (2) |             | Pen: Fox (2) | 27 d'octubre de 1991 - Lansdowne Road, Dublín Assistència: 54,000 espectadors Àrbitre: Jim Fleming (Escòcia) |

### Partit pel 3r i 4t lloc
| Nova Zelanda                     | 13–6 (6-3) | Escòcia              | 30 d'octubre de 1991 - National Stadium (Cardiff Arms Park), Cardiff Assistència: 44,000 espectadors Àrbitre: Stephen Hilditch (Irlanda) |
| Assaigs: Little Pen: Preston (3) |            | Pen: G. Hastings (2) | 30 d'octubre de 1991 - National Stadium (Cardiff Arms Park), Cardiff Assistència: 44,000 espectadors Àrbitre: Stephen Hilditch (Irlanda) |

### Final
| Austràlia                                 | 12–6 (9-0)     | Anglaterra    | 2 de novembre de 1991 - Twickenham Stadium, Londres Àrbitre: Derek Bevan (Gal·les) |
| Assaigs: Daly Con: Lynagh Pen: Lynagh (2) | [Fitxa partit] | Pen: Webb (2) | 2 de novembre de 1991 - Twickenham Stadium, Londres Àrbitre: Derek Bevan (Gal·les) |